# Disturbia (Rihanna)
 "Disturbia" omdirigeres hertil. For filmen af samme navn, se Disturbia (film).
Disturbia er en sang af den barbadianske sangerinde, Rihanna. Sangen er fra hendes album Good Girl Gone Bad: Reloaded.